# 濠亞航空
濠亞航空（Macau Asia Express），前稱澳運航空，是一間以澳門為基地的廉價航空公司，由澳門航空、信德集團和中航興業合組而成，初期投資3000萬美元，提供單一客艙。
2006年5月由澳門航空獲批核「分專營權」，當中包括11條中國内地及11條亞洲地區航線。澳門民航局已批准濠亞航空的“空運營運許可”。當局指成立濠亞航空主要目的並非與現有的航空公司搶奪市場，期望通過新航線的開通，為澳門帶來更多元化和不同市場的客源，擴大市場的覆蓋面。
濠亞航空擬定2007年12月向Aircastle有限公司租借並引進備配CFM-56引擎的A320客機，2008年再引進多四架客機，而另一架會由澳門航空營運，以滿足本地區的旅遊業和經濟發展的需要。機隊選用與澳航相同的空中巴士機型，並且會與澳航共用現有的維修隊伍，以減低航空公司營運成本。
根據2011年1月19日出版的澳門特別行政區公報第3期第二組，顯示濠亞已解散及因完成清算而消滅。

## 航線
濠亞航空首階段開通的以越南胡志明市和菲律賓克拉克兩條航線為主，其次是日本名古屋、北九州，以及中國内地的杭州、天津等地航線。

## 解散傳言
由於中國國際航空不再支持濠亞航空的創辦，濠亞航空傳聞已經解散，已裁減40名員工及停止新航線規劃，多名高層亦辭職，大部份高層已另謀高就，包括前行政總裁韋景輝，後為甘泉航空財務總監，前濠亞航空商務總監蔡茂則成為香港快運航空總裁。在租借的飛機方面，據傳會交由澳門航空處理，甚至會退租。
到目前為止，有關當局仍否認濠亞航空解散的傳聞，信德董事總經理何超瓊聲稱裁減40名員工只有行政架構上的調動，正與國航商討及尋求更有效方案。而國航相關負責人表示對“退出”一事並不知情。